# Col des Moines
Le col des Moines (2 168 ou 2 169 m) est un col frontalier des Pyrénées, point de passage entre les Pyrénées-Atlantiques (France) et l'Aragon (Espagne).
Ce n'est pas un col routier, il est utilisé par les skieurs et les randonneurs.

## Toponymie
Son nom est dû au rôle qu'il a joué sur la route du pèlerinage de Saint-Jacques-de-Compostelle. Les pèlerins qui empruntaient la vallée d'Ossau s'arrêtaient à Gabas (hameau de la commune de Laruns) où un hospice et une chapelle avaient été créés par le vicomte Gaston IV le Croisé en 1102 et placés sous la dépendance de l'Hôpital Sainte Christine du Somport, situé en Aragon à l'emplacement de la station de sports d'hiver de Candanchú. L'étape était longue et difficile, surtout en hiver, si bien que les moines de Sainte Christine du Somport venaient au col à la rencontre des pèlerins et les guidaient jusqu'à l'hospice.